# Macromyzella polypodicola
Macromyzella polypodicola är en insektsart som först beskrevs av Takahashi, R. 1921.  Macromyzella polypodicola ingår i släktet Macromyzella och familjen långrörsbladlöss. Inga underarter finns listade i Catalogue of Life.